# Alderano Cibo
 (août 2024).
Alderano Cibo ou Cybo ou Cybo-Malaspina (né le 16 juillet 1613 à Gênes, Italie, alors dans la république de Gênes, et mort le 22 juillet 1700 à Rome) est un cardinal italien du XVIIe siècle.
Il descend des papes Innocent VIII (dans la lignée masculine) et Alexandre VI (par sa grand-mère Marfisa d'Este) et est un parent des cardinaux Lorenzo Cibo de' Mari (1489), Innocenzo Cibo (1513) et Camillo Cibo (1729). Il est de la famille des ducs de Massa et Carrare.

## Biographie
Cibo est notamment référendaire au tribunal suprême de la Signature apostolique et préfet du Palais apostolique.

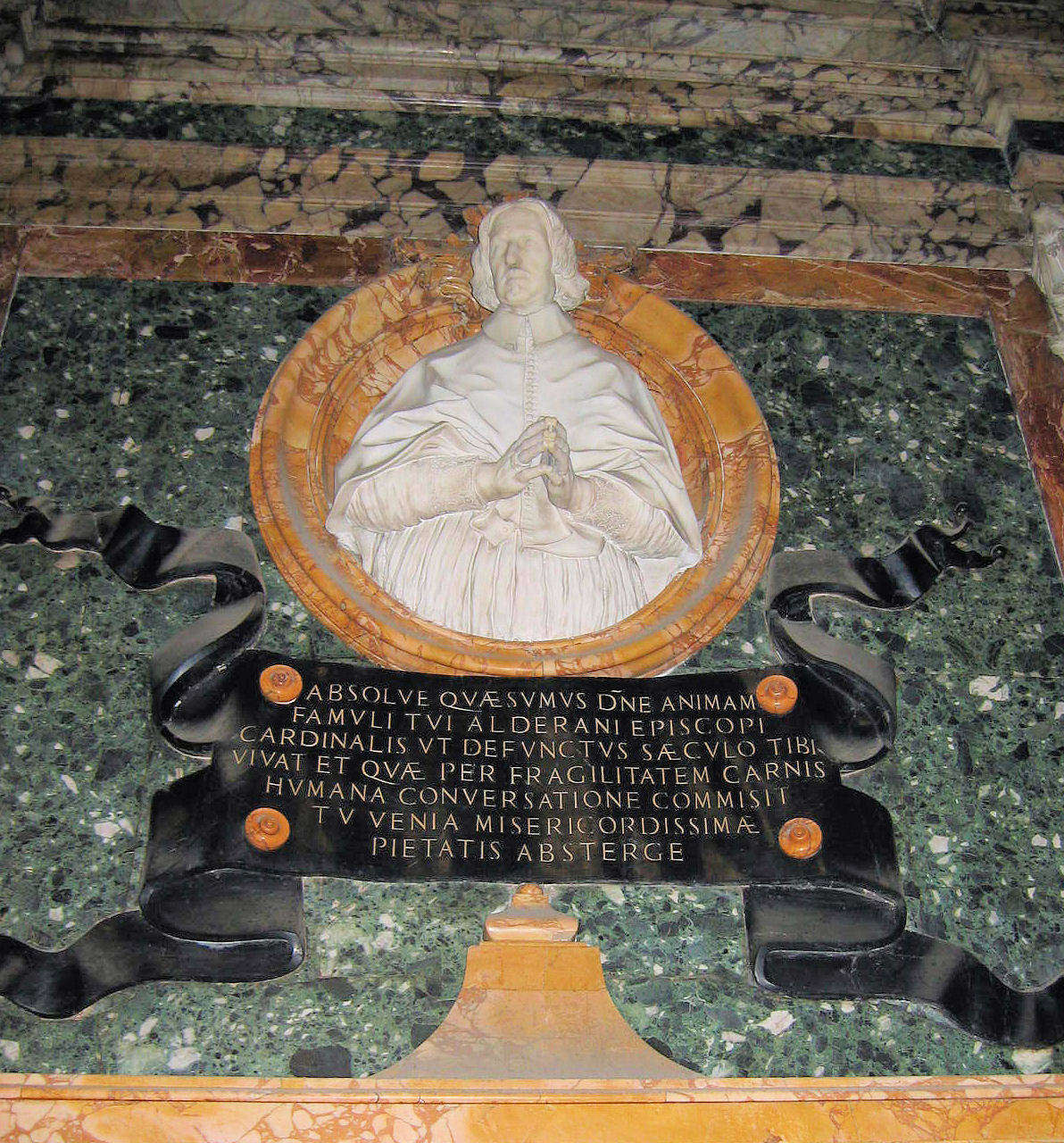
Tombe du cardinal Alderano Cibo

Le pape Innocent X le crée cardinal lors du consistoire du 6 mars 1645. Le cardinal Cibo est légat pontifical à Urbino, légat en Romandiola, légat à Ferrare et super-intendant des États pontificaux. Il est élu évêque de Jesi en 1656. Cibo est cardinal secrétaire d'État de 1676 à 1689, légat à Avignon de 1677 à 1690, secrétaire de la Congrégation de l'Inquisition, préfet de la Congrégation des rites et préfet de la Congrégation pour les évêques (?). Il est enfin vice-doyen puis doyen du Collège des cardinaux à partir de 1687.
Le cardinal Cibo participe aux conclaves de 1655 (élection d'Alexandre VII), de 1667 (élection de Clément IX), de 1669-1670 (élection de Clément X), de 1676 (élection d'Innocent XI), de 1689 (élection d'Alexandre VIII) et de 1691 (élection d'Innocent XII).